# Dunsborough
Dunsborough is een kustplaats in de regio South West in West-Australië. Het ligt aan de Geographebaai, 254 kilometer ten zuiden van Perth, 24 kilometer ten westen van Busselton en 37 kilometer ten noorden van Margaret River. In 2021 woonden er 6.413 mensen in Dunsborough.

## Geschiedenis en cultuur van de Aborigines
Het zuidwesten van Australië wordt erkend als een van de oudste menselijke leefgebieden die een continue menselijke aanwezigheid gekend hebben. Reeds 45.000 jaar leven de Nyungah in het gebied waar ook Dunsborough ligt. In en rond Dunsborough liggen dan ook verscheidene plaatsen die van belang zijn voor de Aborigines. Voor de komst van de Europese kolonisten leefden verscheidene Nyungahstammen in het gebied en maakten gebruik van de wateren rond Dunsborough. Diegenen die aan de kust woonden werden de Waddarn-di (zeevolk) genoemd en hun dialect het Burron Wongi. De oorspronkelijke bewoners noemden Dunsborough Quedjinup wat "plaats van de vrouwen" betekent. De naam Quedjinup werd behouden voor het district net ten zuiden van Dunsborough. Belangrijke plaatsen voor de Nyungah waren :
- Caves Road – Naturaliste Road Roundabout (site nr. 1061): een gebied 400 meter ten oosten van het huidige rondpunt waar vele gebruiksvoorwerpen werden gevonden waaronder vuursteentjes, kwartskristallen en lemmetten. De gebruiksvoorwerpen werden 8.000 tot 12.000 jaar oud gedateerd. De site staat op het permanente register van Aborigines sites en wordt beschermd door de West Australian Aboriginal Heritage Act (1972)
- Seymour Street Camping Grounds (site nr. 20018): het gebied ligt tussen Cape Naturaliste Road en Naturaliste Terrace, aan de zuidkant en deels op de sportvelden.
- Dunn Bay Road Ceremonial Ground (site nr. 20019): een ceremoniële ontmoetingsplaats waar de verschillende Wardandi elkaar troffen.

## Europese Kolonisatie

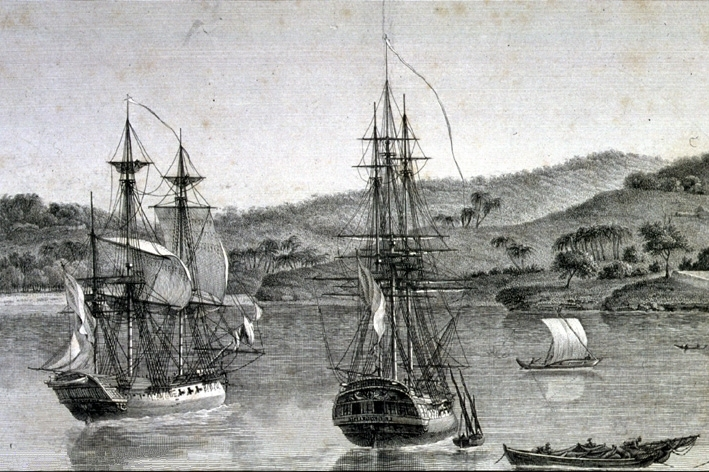
De Geographe en de Naturaliste

In 1801 zeilde kapitein Nicholas Baudin rond kaap Naturaliste en ging voor anker in de Geographebaai. Hij noemde de kaap en de baai naar zijn schepen Naturaliste en Geographe.
Dunsborough werd genoemd naar de Dunnbaai. Die baai zou in maart 1830 door James Stirling, toen hij op het schip Eagle de baai aandeed, zijn genoemd naar Kapitein Richard Dalling Dunn. Stirling had nog onder Dunn gediend op de Hibernia en de Armide in 1810-11. Eind jaren 1830 werd een plaats vastgelegd voor een dorp. Toen het dorpsgebied in 1839 op een kaart werd getekend werd het "Dunnsbro" gespeld. In 1850 was er sprake van walvisvangst in "Dunsbro". "Bro" werd "borough" toen Dunsborough in 1879 geofficialiseerd werd.
In 1860 bouwde de familie Seymour die voor de Castle Rock Whaling Company werkte de Seymour Homestead. Die zou later verplaatst worden naar de Millbrook Farm in Yallingup.
In 1903 werd voor het stijgende scheepvaartverkeer de vuurtoren op kaap Naturaliste gebouwd. In de jaren 1920 werden er een aantal strandhuizen gebouwd die Dunsborough een toeristische trekpleister maakten. De huisjes zouden later verhuisd worden naar de Millbrook Farm. Ook de Seymours bouwden een aantal strandhuisjes. Deze werden later onderdeel van een caravanpark. Dat sloot in 2000 en de huisjes werden afgebroken. Tot de jaren 1950 bestond Dunsborough uit een winkel (1925), een bakkerij (1930) en enkele huisjes. In de jaren 1960 werd surfen populair. Vanaf de jaren 1980 kwam de wijnindustrie op. Vanaf de jaren 1990 werd het toerisme belangrijk. In 1997 werd de HMAS Swan voor de kust gezonken als duikattractie en in 2001 opende de Cape to Cape Track.
In de jaren 2000 werd het gebied aan de Dunnbaai ontwikkeld met toeristische resorts en strandhuizen.

## Toerisme

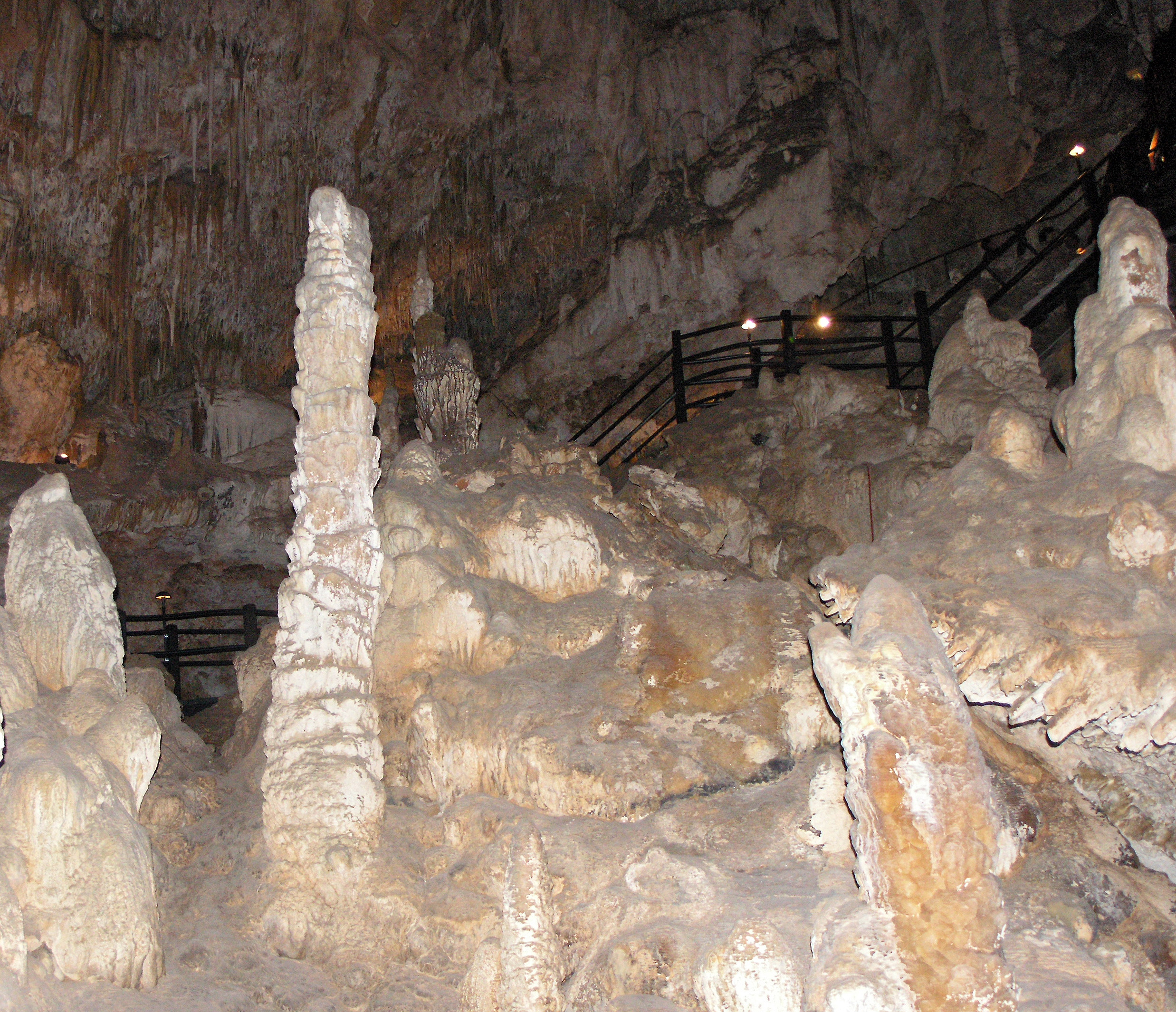
Ngilgigrot

Dunsborough ligt tussen Geographebaai in het noorden en het Nationaal park Leeuwin-Naturaliste in het zuiden. De vuurtoren op kaap Naturaliste is publiek toegankelijk en biedt onderdak aan een museum. Er zijn tal van wandelpaden. Onder meer de Cape to Cape Track, een 125 kilometer lange wandelroute door het Leeuwin-Naturaliste nationaal park. De vele baaien bieden gelegenheid om te zwemmen en snorkelen en men kan er naar het wrak van de HMAS duiken. Er zijn uitkijkposten of charterboten om naar walvissen te kijken die er tussen juni en begin december komen jongeren. De streek staat ook bekend om zijn kalksteengrotten waarvan enkele grotten publiek toegankelijk zijn.
Acton Park · Alexandra Bridge · Allanson · Augusta · Balingup · Benger · Binningup · Boyanup · Boyup Brook · Bramley · Bridgetown · Brookhampton · Brunswick Junction · Bunbury · Burekup· Busselton · Capel · Carbunup River · Chowerup · Collie · Cookernup · Cowaramup · Cundinup · Dardanup · Deanmill · Dingup · Dinninup · Donnelly River · Donnybrook · Dunsborough · Elgin · Ferguson · Forest Grove · Forrest Beach · Gnarabup · Gracetown · Greenbushes · Harvey · Hester · Jardee · Jarrahwood · Karridale · Kirup · Kudardup · Kulikup · Ludlow · Manjimup · Margaret River · Mayanup · Metricup · Mullalyup · Myalup · Nannup · Northcliffe · Nyamup · Pemberton · Peppermint Grove Beach · Prevelly · Quindalup · Quinninup · Roelands · Rosa Brook · Shotts · Stratham · Uduc · Vasse · Walpole · Waterloo · Wilga · Windy Harbour · Witchcliffe · Wilyabrup · Wokalup · Wonnerup · Worsley · Yallingup · Yalup Brook · Yarloop · Yoongarillup · Yornup